# Uracil
Uracilul este o pirimidină specifică ARN-ului. Acesta grupează cu adenină, în cadrul ARN-ului, fiind înlocuit de timină la ADN. 

## Proprietăți

### Proprietăți fizice
Compus cristalin, incolor, inodor, ce are proprietatea de a absorbi lumina. Uracilul, precum toți acizii nucleici, nu prezintă fosforescență.

### Proprietăți chimice
Aparierea bazelor azotate ce conțin uracil (bază pirimidinică) și adenină (bază purinică) se realizează prin formarea de 2 legături de hidrogen.

## Sinteza
În laborator, uracilul poate fi sintetizat prin reacția citozinei cu apa, astfel:
C4H5N3O + H2O → C4H4N2O2 + NH3